# Faulbaumsches Haus

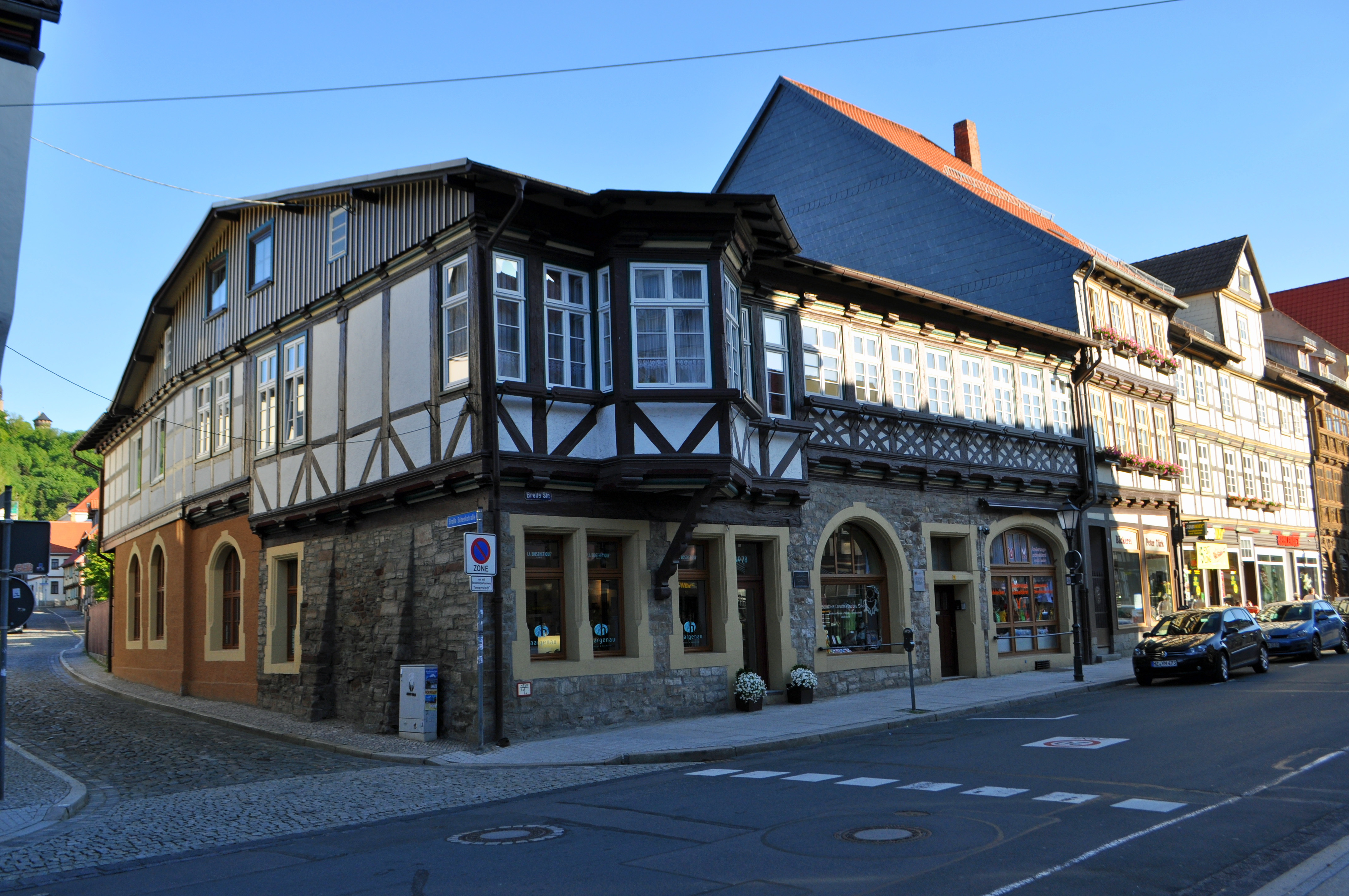
Ansicht des Gebäudes im Jahr 2013

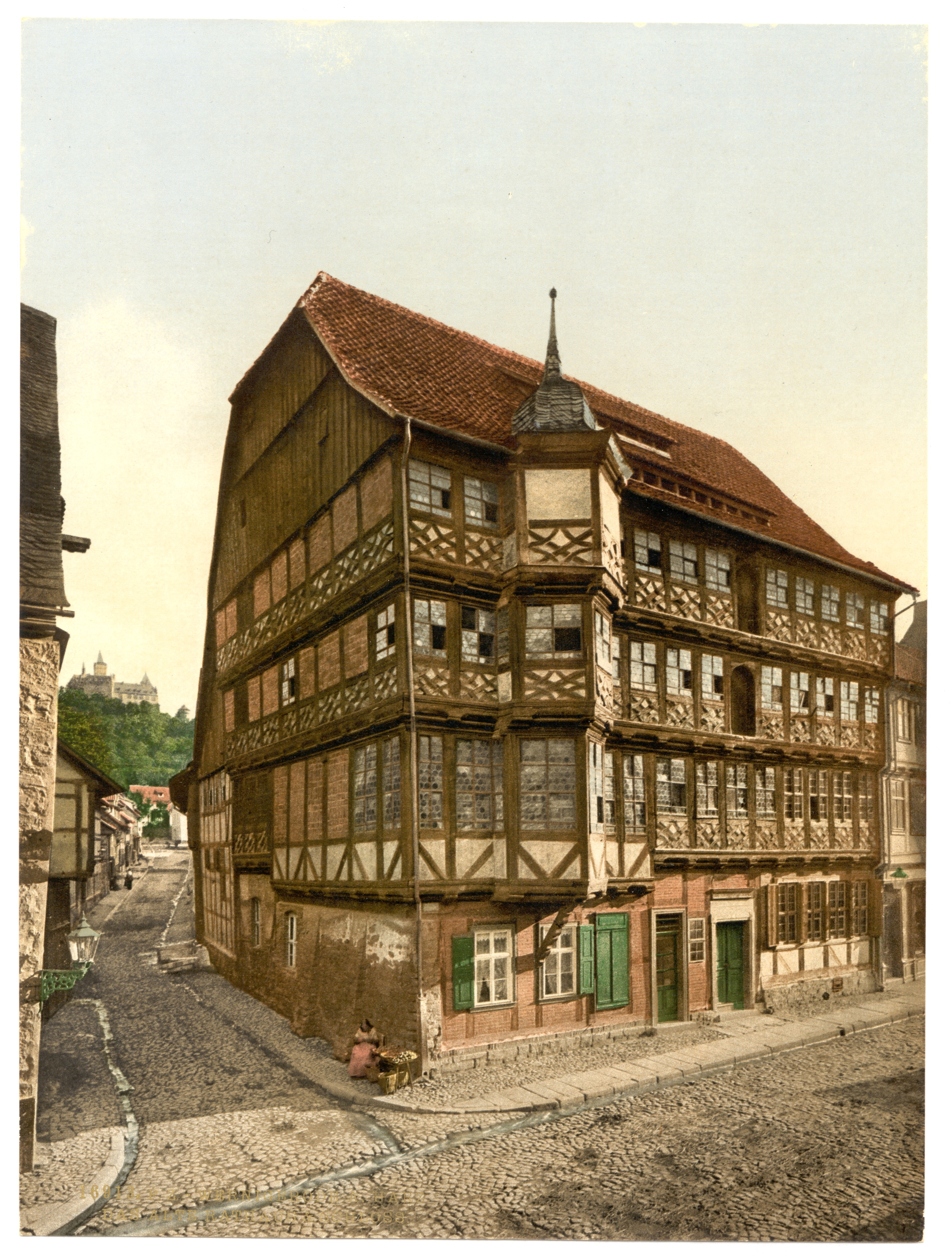
Ansicht des Gebäudes zwischen 1890 und 1900 als Wohnhaus

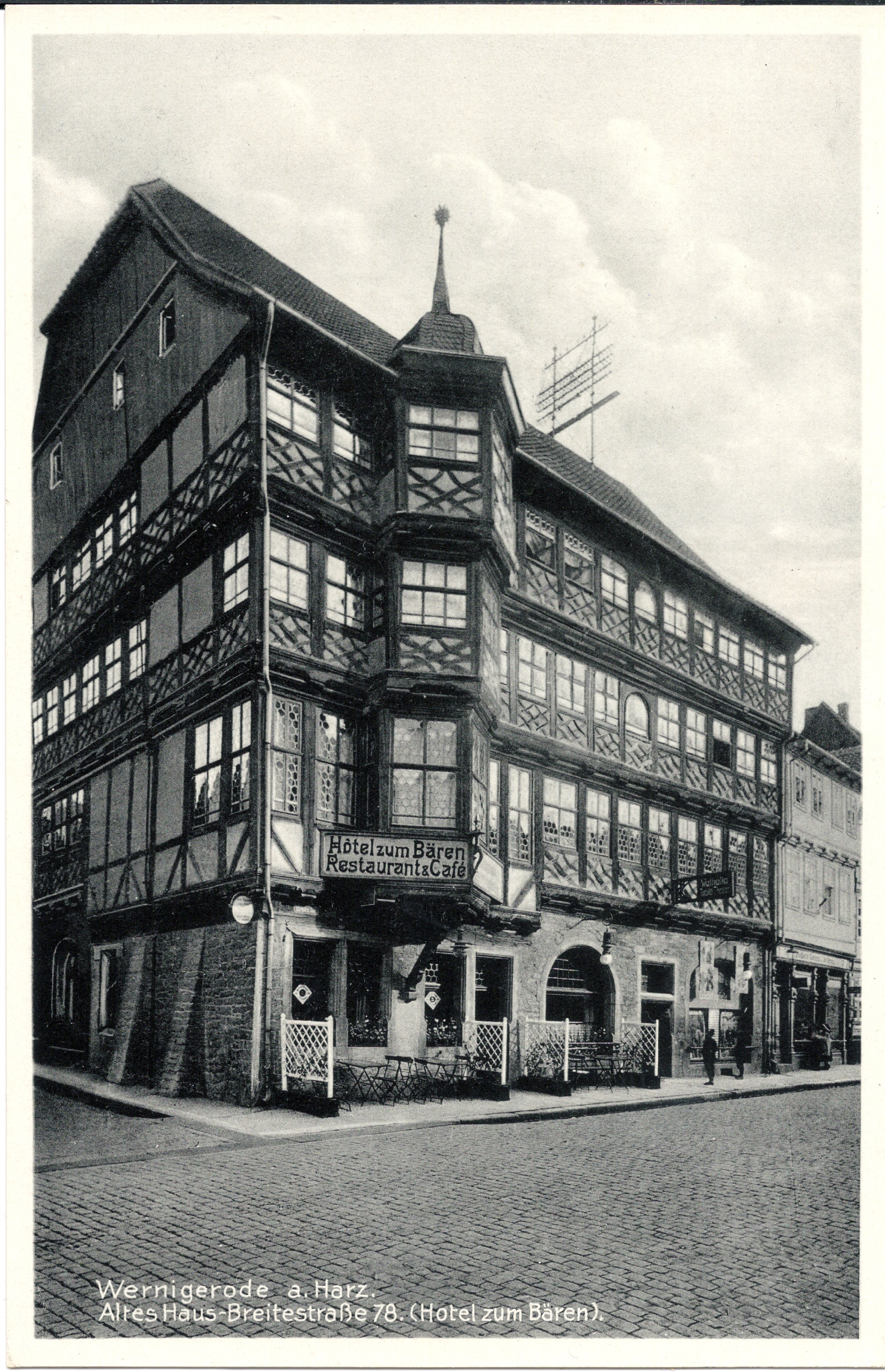
Ansicht des Gebäudes um 1910 als Hotel mit Kino im Erdgeschoss

Das Faulbaumsche Haus in der Breiten Straße 78 ist ein denkmalgeschütztes Haus in der Stadt Wernigerode im Landkreis Harz in Sachsen-Anhalt. Es handelt sich um ein früher als Gasthaus genutztes Wohn- und Geschäftshaus.

## Architektur und Geschichte
Das Gebäude befindet sich auf der Breiten Straße, einer der Hauptgeschäftsstraßen der Stadt, an der Ecke zur Schenkstraße. Es ist zweigeschossig und verfügt über ein Flachdach. Das Erdgeschoss des Gebäudes besteht aus Rogenstein und im ersten Obergeschoss aus überkragtem funktionellem Fachwerk. Deutlich erkennbar ist, dass es sich ursprünglich um ein viel größeres Gebäude handelte.
Das Haus wurde von 1680 bis 1684 durch Hans Faulbaum als prächtiges Kaufmannshaus errichtet und erhielt so den Namen Faulbaumsches Haus. Es bestand aus vier Geschossen mit Krüppelwalmdach und verfügte in den Obergeschossen über einen zopfbandgestützten Erker mit Helm und Turmspitze. Seinerzeit war es das größte Fachwerkhaus der Stadt. Hans Hoffmann hob 1899 die stattliche Einfachheit des Hauses in seinem Buch Der Harz besonders hervor und verwendete dabei auch die Bezeichnung Neustädter Rathaus. Eduard Jacobs bezeichnet es 1885 ebenfalls als Neustädter Rathaus bzw. altes Bürger- und Brauhaus und fügte hinzu, dass es zu dieser Zeit in der Neustadt schon keinen besonderen Rathe mehr gab. An der Schenkstraße befand sich damals eine Torüberschrift mit der Jahreszahl 1680 und an der Breiten Straße die Zahl 1685.
Einer Sage nach wurde an der Neustädter Schenke in der Breiten Straße 80 ein Bär vergraben und mit dem sogenannten Bärenstein bedeckt. Daher entstand vermutlich der Name des Hotels Zum Neustädter Bären, das später in Kurzform nur „Zum Bären“ genannt wurde.
Heinrich Heine erzählt im Anhang zu seiner Harzreise, dass er bei der Wirtin Zum Bären in Wernigerode ein Glas Bier getrunken habe. Heine weilte am 8. September 1824 auf seiner Durchreise von Ilsenburg nach Elbingerode auch in Wernigerode. Offen bleibt, ob er damit das Faulbaumsche Haus meinte oder auf den Bärenstein der Neustädter Schenke hinwies.

„Die geputzte, dicke Frau Wirtin zum Bären, die uns Bier brachte, schien sich in ihrem Fette ganz besonders selig zu fühlen und konnte sich nicht genug verwundern, wie wir es gar wüßten, daß heute die langerwarteten genädigen Herrn Grafen nach dem Schlosse zurückgekommen wären, und ergoß sich in einer weitläuftigen Beschreibung aller stattgefundenen Feierlichkeiten, Blumenkränze, Reden, Ehrenbogen, Rührung, Musik usw. Wären meine Landsleute nicht so eilig gewesen, so stände ich vielleicht noch jetzt bei der guten Dicken und ließe mir die Wernigroder Feierlichkeiten erzählen.“

Im Jahr 1901 wurde das Haus umgebaut und erhielt dabei das noch heute bestehende Aussehen im Erdgeschoss, welches nun über Schaufenster verfügte. Auguste Heinecke, seit 1892 Besitzerin des Hauses, eröffnete im gleichen Jahr das Hotel Zum Neustädter Bären, später nur noch Hotel zum Bären genannt.
Am 10. Dezember 1909 eröffnete Carl Wedekind in einem Nebenraum des Hotels ein Kino, welches er Welt-Theater nannte. Er schien nicht erfolgreich gewesen zu sein, denn am 28. Juli 1910 wurde die Eröffnung des Walhalla-Tonbild-Theaters durch Wilhelm Böhling bekannt gegeben. Bis ungefähr 1914 war das Kino in Betrieb und dann wurde daraus ein Ladengeschäft.
Beim Bombenangriff auf Wernigerode am 22. Februar 1944 wurde das Haus so schwer beschädigt, dass nur das Erdgeschoss und das erste Obergeschoss erhalten werden konnten. Daran erinnert eine Gedenktafel am Haus. Nach notdürftiger Reparatur wurde auf das erste Obergeschoss ein Flachdach aufgesetzt. Danach wurde das Erdgeschoss bis in die 1960er Jahre hinein als HO-Gaststätte „Zum Bären“ genutzt, ab den 1970er Jahren befanden sich dort die Pinguin-Milchbar und links ein Intershop. Heute befinden sich dort ein Friseursalon und ein Ladengeschäft.
In der Liste der Kulturdenkmale der Stadt Wernigerode ist das Haus als Baudenkmal unter der Erfassungsnummer 094 01835 verzeichnet.